# 瞳はるかに
「瞳はるかに」（原題： Lontano Dagli Occhi）は、イタリアのシンガーソングライターのセルジオ・エンドリゴ（Sergio Endrigo）が1969年に発表した楽曲。第19回サンレモ音楽祭で2位を獲得した。日本ではメリー・ホプキンのバージョンがよく知られる。

## 概要
作詞作曲はセルジオ・バルドッティとセルジオ・エンドリゴ。1969年1月30日から2月1日にかけて開催された第19回サンレモ音楽祭にエンドリゴとメリー・ホプキンは出場し、それぞれ別に「瞳はるかに」を歌い、2位を獲得した。大賞はボビー・ソロとイーヴァ・ザニッキが歌った「涙のさだめ（Zingara）」であった。
エンドリゴは同年、シングルA面として発表し、本国でヒットした。B面は「San Firmino」。日本でも同年5月にシングルが発売されているが、B面はカルメン・ヴィラーニの「ピッコラ・ピッコラ」であった。
ホプキンのバージョンも同年にイタリアなど各国でシングルとして発売された。B面はファースト・アルバム『ポスト・カード』に収められていた「ザ・ゲーム」。音楽祭で歌った音源ではなく、スタジオで録音されたものである。この年イギリスとアメリカでは発売されず、イタリア、スペイン、ポルトガル、ユーゴスラビア、トルコ、ブラジル、アルゼンチンなどで発売された。
本国イギリスでは1970年1月16日発売のシングル「夢みる港（Temma Harbour）」のB面に収録された。アメリカ、西ドイツ、オーストラリア、ニュージーランド、オランダ、デンマーク、南アフリカ、メキシコ、日本などもそれに追随した。
その後、1972年発売のアルバム『Those Were the Days』に収録された。